# Robert Dunlop
Robert Dunlop (ur. ?, zm. 30 listopada 1935) – irlandzki rugbysta, reprezentant kraju.
W latach 1889–1894 rozegrał w Home Nations Championship jedenaście spotkań dla irlandzkiej reprezentacji zdobywając jedno przyłożenie.